# Louise-Marguerite de Lorraine
Pour les articles homonymes, voir Louise de Lorraine.
Louise-Marguerite de Lorraine, née en 1588 à Blois et morte à Eu, le 30 avril 1631, est une princesse française, membre de la Maison de Lorraine. À ce titre, elle recevait à la cour les honneurs dus aux membres des familles souveraines étrangères. 
Dite « Mademoiselle de Guise » elle a été mariée en 1605 à François de Bourbon, prince de Conti (1558-1614), puis secrètement au maréchal de Bassompierre.

## Biographie
Louise-Marguerite est la fille de Henri Ier de Guise, dit le Balafré, et de Catherine de Clèves. Elle reçut pour marraines la reine de France Louise de Lorraine-Vaudémont (cousine de son père) et la reine de Navarre Marguerite de France, respectivement épouse et sœur du roi Henri III. 
Elle est la sœur cadette de Charles, quatrième duc de Guise, de Louis, archevêque de Reims (qui renonça à l'état ecclésiastique en 1611) et de Claude, duc de Chevreuse dont l'épouse sera une intrigante de haut vol.
Son père, chef de la Ligue catholique, et son oncle, le cardinal-archevêque de Reims, sont assassinés à Blois sur l'ordre du roi Henri III quelques mois après sa naissance. La princesse est élevée par sa grand-mère, Anne d'Este, petite-fille du roi Louis XII et grandit pendant les dernières guerres de religion.
La paix revenue, la beauté de la jeune fille inspira une folle passion au roi Henri IV vieillissant. Celui-ci désirait l'épouser mais ne le pouvait pas pour deux raisons principales d'ordre privé : il était déjà marié et père de famille et sa maîtresse s'y opposait. 
Désirant cependant s'allier la puissante maison de Lorraine, le roi intima l'ordre d'épouser la princesse de Lorraine à son cousin germain François de Bourbon, prince de Conti, veuf, sourd, muet, et lui aussi au seuil de la vieillesse. 
Les noces furent célébrées le 24 juillet 1605 au château de Meudon, le prince de Conti ayant 47 ans et la princesse de Lorraine 17. Le roi, qui en avait 52, espérait bien faire de sa cousine, devenue princesse du sang, sa maîtresse. Leur complicité fit en effet jaser.
Le couple Conti eut en 1610 une fille qui ne vécut que trois semaines. 
Veuve en 1614, elle céda la principauté de Château-Regnault, qu'elle possédait, à Louis XIII, roi de France en 1629, en échange d'autres terres, après de longues négociations menées par Richelieu. Connue pour sa liberté de parole et d'esprit, elle épousa secrètement le maréchal de Bassompierre, qu'elle poussa à la confrontation avec le cardinal. Elle fut disgraciée avec lui après la Journée des dupes.
On lui attribue l’Histoire des amours de Henri IV (1664), qui avait paru une première fois de manière anonyme en 1651 sous le titre Histoire des amours du grand Alcandre.

## Titres

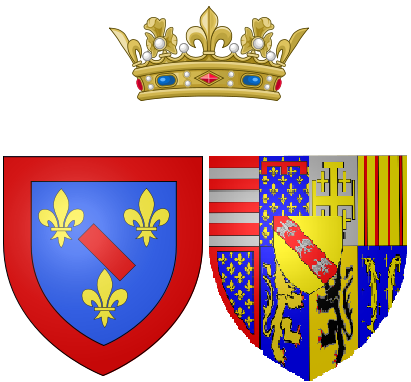
Blason de la princesse de Conti.

- 1588 – 24 juillet 1605 « Mademoiselle de Guise » ou la princesse Louise-Marguerite de Lorraine.
- 24 juillet 1605 – 3 août 1614 Son Altesse Sérénissime Madame la princesse de Conti.
- 3 août 1614 – 30 avril 1631 Son Altesse Sérénissime Madame la princesse de Conti douairière.